# Blazjievo
Blazjievo (bulgariska: Блажиево) är ett distrikt i Bulgarien.   Det ligger i kommunen Obsjtina Bobosjevo och regionen Kjustendil, i den västra delen av landet, 60 kilometer söder om huvudstaden Sofia.